# Igor Kuzněčenkov
Igor Nikolajevič Kuzněčenkov (rusky Игорь Николаевич Кузнеченков; * 3. ledna 1966) je bývalý sovětský a ruský fotbalový záložník či útočník a později trenér. V České republice hrál za FK Hlubočky a SK Uničov.

## Hráčská kariéra
V letech 1983–1984 byl v kádru prvoligového Zenitu Leningrad, nastupoval však pouze za B-mužstvo. V letech 1984–1986 hrál třetí ligu. V roce 1992 hrál v Rusku ve druhé nejvyšší soutěži za APK Azov.
První ligu si zahrál až v roce 1996 ve Finsku za MP Mikkeli, klub ovšem sestoupil.
V České republice hrál Hanácký župní přebor za FK Hlubočky (1993/94) a Moravskoslezskou fotbalovou ligu za SK UNEX Uničov (1994/95).
Od roku 1992 se soustředil především na malou kopanou, v sezoně 1992/93 hrál s Rinatem Biljaletdinovem za Fenix Čeljabinsk.

### Ligová bilance
| Ročník                  | Zápasy | Góly | Minuty | Klub             |
| ----------------------- | ------ | ---- | ------ | ---------------- |
| III. liga 1984          | 1      | 0    | –      | Dinamo Leningrad |
| III. liga 1985          | 9      | 0    | –      | Torpedo Vladimir |
| III. liga 1986          | 16     | 1    | –      | Dinamo Leningrad |
| II. liga 1992           | 34     | 8    | –      | APK Azov         |
| MSFL 1994/95            | –      | 0    | –      | SK UNEX Uničov   |
| I. liga 1996            | 18     | 1    | –      | MP Mikkeli       |
| CELKEM I. LIGA          | 18     | 1    | –      |                  |
| CELKEM II. LIGA         | 34     | 8    | –      |                  |
| CELKEM III. LIGA        | 26     | 1    | –      |                  |
| CELKEM III. LIGA – MSFL | –      | 0    | –      |                  |

## Trenérská kariéra
V sezoně 1992/93 byl trenérem v petrohradské fotbalové škole „Carské Selo“. Tamtéž pracoval i po roce 2001, byl zde i hrajícím trenérem.